# Epiophlebia superstes
Epiophlebia superstes (лат.) — вид стрекоз из реликтового рода Epiophlebia. Эндемик Японии.

## Размножение
Яйца Epiophlebia superstes откладывают на растения несколько выше уровня воды. Яйцо созревает около месяца; срок зависит от температуры воды. Личинки прячутся под камнями, и если прикоснуться к ним, издают звук. На яйцах этих стрекоз паразитируют осы-наездники из семейства Mymaridae.